# Léon Noireaut
Léon Noireaut (* 31. Dezember 1886 in Paris; † unbekannt) war ein französischer Maler.

## Leben und Wirken
Noireaut studierte an der École nationale supérieure des beaux-arts de Paris.
Er kämpfte während des Ersten Weltkriegs als französischer Soldat in Belgien. Im Ort Rossignol kam er am 22. August 1914 in deutsche Kriegsgefangenschaft. Anhand mehrerer Gemälde und Zeichnungen lassen sich Rückschlüsse auf vier deutsche Kriegsgefangenenlager ziehen: Ahlen-Falkenberger Moor bei Cuxhaven, Ohrdruf bei Gotha, Kassel und Mannheim.
In den 1920er und 1930er Jahren erarbeitete sich der fortan in Mannheim und Paris lebende Maler einen gewissen Wohlstand. In der Mannheimer Dürerstraße erwarb er gemeinsam mit seiner deutschen Frau Elisabeth Noireaut, geborene Baro, ein Wohnhaus. Mit Beginn des Zweiten Weltkrieges verließ das Ehepaar Mannheim mit dem Ziel Paris, wo sie sich nach Ende des Krieges niederließen. Das jüngste mit Datum signierte Gemälde von Noireaut stammt aus dem Jahr 1964.
Noireauts Arbeiten orientierten sich zunächst am französischen Impressionismus. Nach einer Phase, während der Gefangenschaft im Ersten Weltkrieg, in der Noireaut Bilder mit geringer Farbigkeit malte, fand er anschließend wieder zu seinem farbenfrohen impressionistischen Malstil zurück. Motive sammelte er während seiner Reisen durch Frankreich, Italien und Tunesien. Auf den nach 1945 entstandenen Gemälden sind häufig unterschiedliche Pariser Straßenszenen zu sehen. Als Porträtist fokussierte er sich auf die charakterliche Darstellung männlicher Personen mit Kopfbedeckung und Vollbart, die entweder Wein tranken oder Tabakspfeifen rauchten. Von einigen wenigen typischen Charakteren existieren ganze Serien von unterschiedlichen Porträtdarstellungen.

## Signatur
Noireaut signierte seine Bilder mit L. Noireaut. Anhand des Duktus und am Stil der Signatur lassen sich Rückschlüsse auf die Entstehungsphase ziehen. Es existieren auch Noireaut-Gemälde, die mit dem Pseudonym E. Baro signiert sind.